# ヘンリー・ドレイパーカタログ
ヘンリー・ドレイパーカタログ (Henry Draper Catalogue、HD、HDカタログ) とは、地球から見える225,000個以上の明るい恒星についての天文学的および分光学的データを集めた星表（天体カタログ）である。
このカタログは1918年から1924年にかけて第1版が出版された。エドワード・ピッカリングの監修の下でアニー・ジャンプ・キャノンとハーバード大学天文台の同僚によって編集され、未亡人を通して資金を寄付したヘンリー・ドレイパーの名前が冠された。
このカタログには、肉眼で見える限界の約50分の1の明るさを持つ9等星までの恒星が収められた。このカタログは全天をカバーしたもので、初めて星をスペクトル分類ごとに分けたものとして評価されている。

## カタログの影響
このカタログによって星をスペクトルで分類する系統的な研究が始まり、ヘルツシュプルング・ラッセル図が考案された。
バイエル符号やフラムスティード番号のない星に対しては現在でもヘンリー・ドレイパー番号 (HD) が広く使われている。1番から225,300番までの星は1900.0年元期の赤経に従って並べられている。225,301番から359,083番までの星は1949年に新たに付け加えられた。これらの星には通常HDE (Henry Draper catalogue Extension) という略号が付けられるが、曖昧でなければHDとだけ書かれることもある。